# Tapa kommun
Tapa kommun (estniska: Tapa vald) är en kommun i landskapet Lääne-Virumaa i norra Estland. Kommunen ligger cirka 70 kilometer öster om huvudstaden Tallinn. Staden Tapa utgör kommunens centralort.
Kommunen bildades den 21 oktober 2005 genom en sammanslagning av Tapa stad, Lehtse kommun samt en del av Saksi kommun. Den återstående delen av Saksi kommun tillfördes Kadrina kommun. Samtidigt med detta överfördes också området motsvarande tidigare Lehtse kommun från landskapet Järvamaa till Lääne-Virumaa.
Den 21 oktober 2017 uppgick Tamsalu kommun i Tapa kommun.

## Orter
I Haljala kommun finns två städer, två småköpingar samt 55 byar.

## Städer
- Tamsalu
- Tapa (centralort)

### Småköpingar
- Lehtse
- Sääse

### Byar
- Aavere
- Alupere
- Araski
- Assamalla
- Imastu
- Jootme
- Jäneda
- Järsi
- Järvajõe
- Kadapiku
- Kaeva
- Karkuse
- Kerguta
- Koiduküla
- Koplitaguse
- Kuie
- Kullenga
- Kursi
- Kuru
- Kõrveküla
- Lemmküla
- Linnape
- Loksa
- Loksu
- Lokuta
- Läpi
- Läste
- Metskaevu
- Moe
- Naistevälja
- Nõmmküla
- Näo
- Patika
- Piilu
- Piisupi
- Porkuni
- Pruuna
- Põdrangu
- Rabasaare
- Raudla
- Rägavere
- Räsna
- Saiakopli
- Saksi
- Sauvälja
- Savalduma
- Tõõrakõrve
- Türje
- Uudeküla
- Vadiküla
- Vahakulmu
- Vajangu
- Vistla
- Võhmetu
- Võhmuta